# Amsonia
Genre
Classification phylogénétique

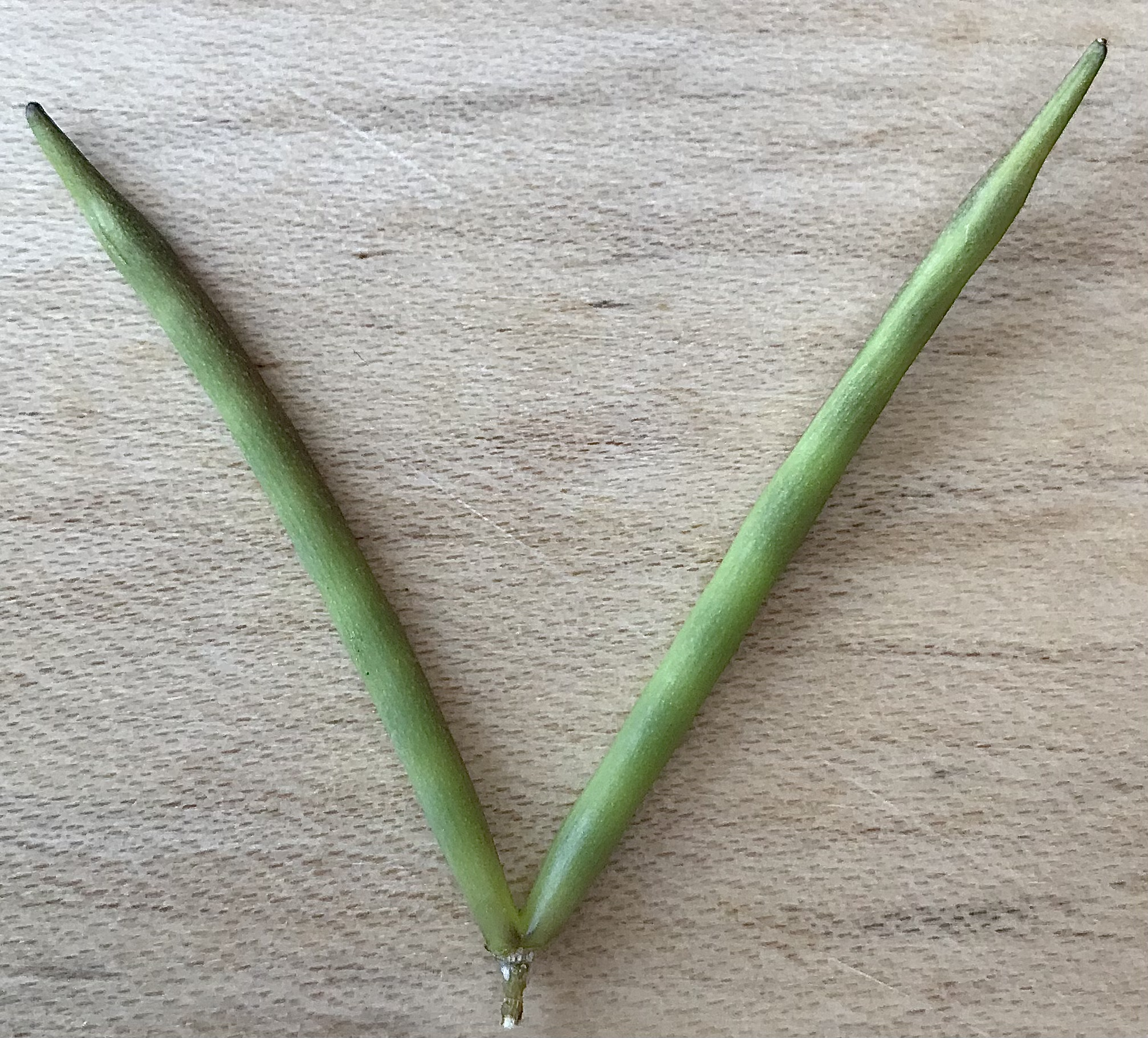
Fruits folliculaires appariés de Amsonia tabernaemontana

Amsonia est un genre de plante à fleurs de la famille des Apocynaceae.

## Principales espèces
- Amsonia amsonia Britton
- Amsonia angustifolia Michx.
- Amsonia arenaria Standl.
- Amsonia arizonica A.Nelson
- Amsonia biformis A.Nelson
- Amsonia brevifolia A.Gray
- Amsonia eastwoodiana Rydb.
- Amsonia elliptica Roem. & Schult.
- Amsonia filiformis A.Nelson
- Amsonia fugatei S.P.McLaughlin
- Amsonia glaberrima Woodson
- Amsonia grandiflora Alexander
- Amsonia hiformis A.Nelson
- Amsonia hirtella Standl.
- Amsonia hubrichtii Woodson
- Amsonia illustris Woodson
- Amsonia jonesii Woodson
- Amsonia kearneyana Woodson
- Amsonia lanata Alexander
- Amsonia latifolia M.E.Jones
- Amsonia longiflora Torr.
- Amsonia ludoviciana Small
- Amsonia palmeri A.Gray
- Amsonia peeblesii Woodson
- Amsonia pogonosepala Woodson
- Amsonia repens Shinners
- Amsonia rigida Shuttlew. ex Small
- Amsonia salpignatha Woodson
- Amsonia sinensis Tsiang & P.T.Li
- Amsonia standleyi Woodson
- Amsonia tabernaemontana Walter
- Amsonia texana A.Heller
- Amsonia tharpii Woodson
- Amsonia tomentosa Torr. & Frem.